# Hogna subligata
Hogna subligata är en spindelart som först beskrevs av Ludwig Carl Christian Koch 1877.  Hogna subligata ingår i släktet Hogna och familjen vargspindlar.
Artens utbredningsområde är Queensland. Inga underarter finns listade i Catalogue of Life.